# ビョークの『ネズの木』〜グリム童話より
『ビョークの『ネズの木』〜グリム童話より』（ビョークの ネズのき グリムどうわより、The Juniper Tree）は1990年のアイスランドのファンタジー映画。キャストは5人の俳優という小規模なものであり、ビョーク、ブリンディーズ・ペトラ・ブラガドゥティル、ヴァルディマール・オルンフリーゲンリング、グードルーン・ギスラドッティル、ゲイルロイグ・スンナ・ポルマルが出演している。ニーツチュカ・キーンが監督・脚本をつとめており、原作はグリム童話の『百槇の話』である。
映画は1986年の夏、アイスランドにて非常に低予算で撮影されたが、財政的問題のため1990年まで公開されなかった。1990年にサンダンス映画祭のグランプリ候補作として上映された。ライノ・ホーム・ビデオが1995年にVHSで、2002年にDVDでソフト化している。

## あらすじ
舞台はアイスランドであり、二人の姉妹の物語を描く。マーギット(ビョーク)と姉カトラ(ブリンディーズ・ペトラ・ブラガドゥティル)は母が魔術の罪で石打ち・火刑にされたのち、故郷から逃げ出す。知人のいない場所に行き、ヨナス(ゲイルロイグ・スンナ・ポルマル)という息子と暮らしている若い寡夫ヨハン(ヴァルディマール・オルンフリーゲンリング)と出会う。カトラは魔術を使ってヨハンを誘惑し、一緒に暮らし始める。マーギットとヨナスは友達になる。しかしながらヨナスはカトラを継母として受け入れず、父を説得して別れさせようとする。カトラの魔力が強すぎ、別れるべきだとわかっていてもヨハンはカトラと別れられない。マーギットの母が娘のもとにまぼろしとして現れる一方、ヨナスの母もカラスとして息子のもとに現れ、魔法の羽根を渡す。

## 解説
『ビョークの『ネズの木』〜グリム童話より』はおとぎ話、SF、ファンタジー、ドラマ、アート映画などに分類されている。中世を舞台とする物語の内容を際立たせるため白黒で撮影されている。本作は1990年始めにビョークが国際的人気を得た後、ファンの間で知られるようになった。主演俳優たちの演技にはいくぶん批判的な評もあるが、脚本や撮影については良くできた映画と見なす批評家もいる。